# Kino

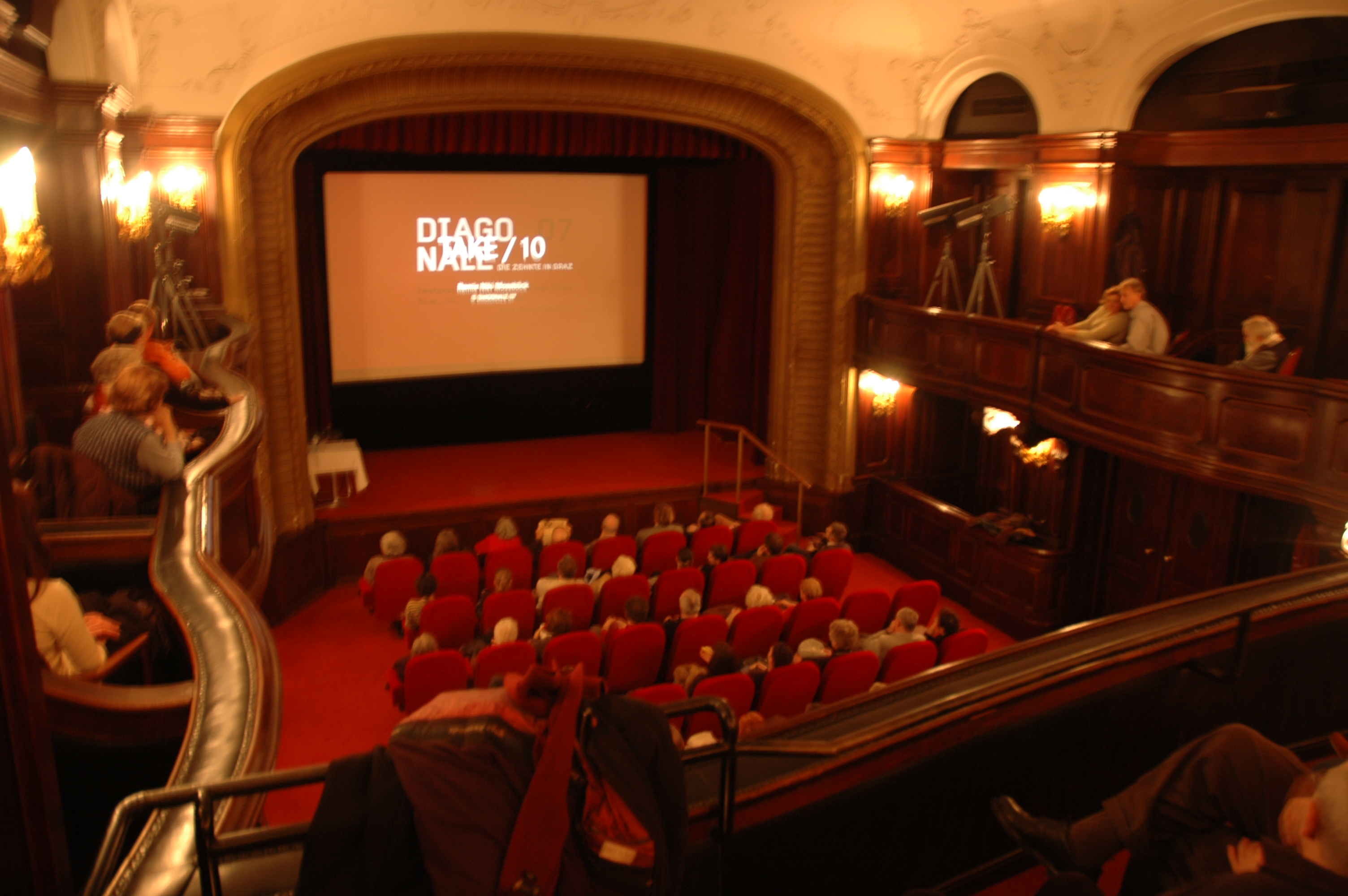
Als Kino genutztes ehemaliges Theater: Das Metro-Kino in Wien.

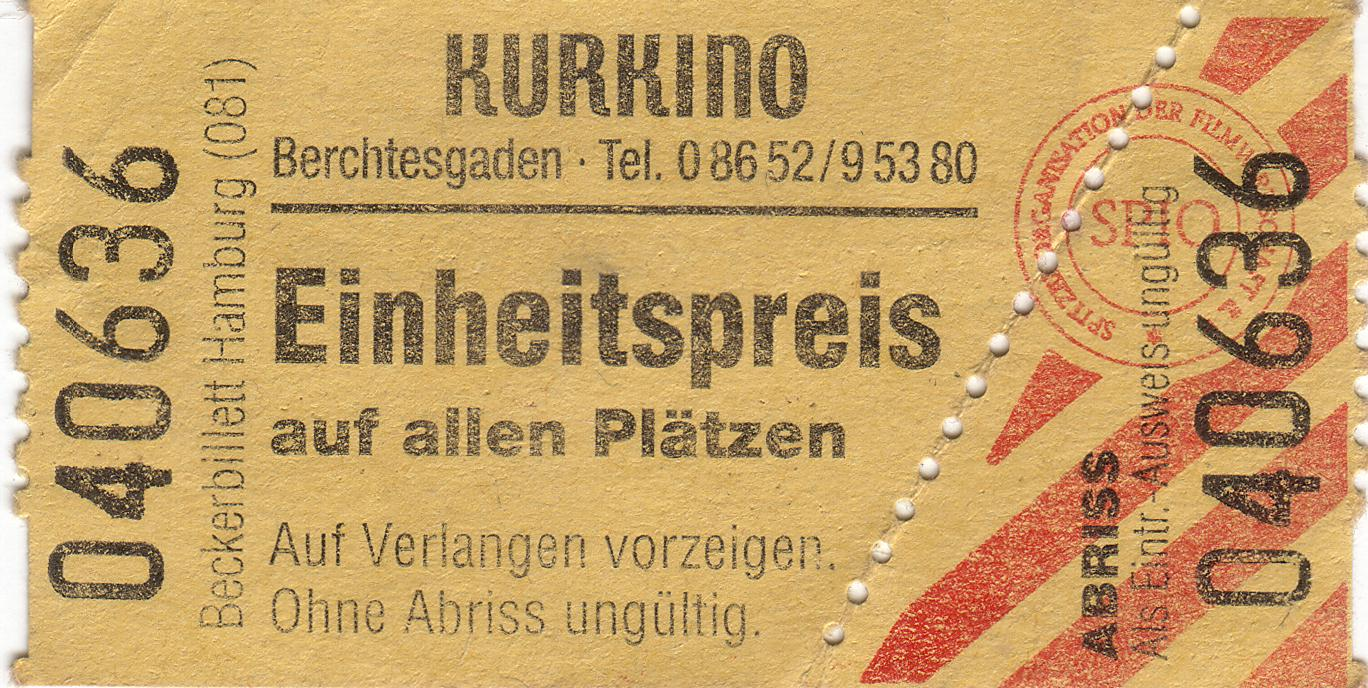
Eintrittskarte des Berchtesgadener Kurkinos

Das Kino – auch Lichtspieltheater, Lichtspielhaus oder Filmtheater genannt – ist ein Aufführungsbetrieb für alle Arten von Filmen. Manchmal steht der Begriff auch für die Filmkunst an sich oder für das Erlebnis des Ins-Kino-Gehens.
Der Begriff Kino ist eine Kurzform der ins Deutsche übersetzten Bezeichnung für die Erfindung der Gebrüder Lumière: Cinématographe – zu Deutsch Kinematograph. Beide sind aus griechischen Wurzeln (κίνησις kinesis, deutsch ‚Bewegung‘ und γράφειν graphein, deutsch ‚zeichnen‘) gebildete Kunstwörter, bedeuten also wörtlich ‚Bewegungsaufzeichnung‘.

## Geschichte

Das Diagramm zeigt die Zahl der Kinobesucher seit 1981 in Stuttgart. Datengrundlage ist das Open Data-Dataset „Kinos und Filmbesucher in Stuttgart seit 1981“.

Die Vorgänger des Kinos waren Schaubuden und Panoptiken auf Jahrmärkten. 1895 wurde ein kommerzieller Film im Bioskop-Format im Berliner Wintergarten gezeigt; es war eine Weltpremiere. Bis in die 1920er Jahre wurden in vielen Großstädten Kinopaläste gebaut, die den Theatern und Opernhäusern nachempfunden waren. 1926 kam der erste abendfüllende Spielfilm mit Ton zur Aufführung. Innerhalb weniger Jahre rüsteten die Kinos von Stummfilm auf Tonfilm um. Nach dem Zweiten Weltkrieg hatten Kinos in vielen Ländern eine Blütezeit.
Ab den späten 1950er Jahren gingen die Besucherzahlen zurück. Als eine Ursache gilt die zunehmende Verbreitung des Fernsehens. Viele Kinos schlossen (Kinosterben) oder teilten ihre Säle in mehrere kleine Vorführräume (Schachtelkinos) auf. In den 1980er Jahren wurden Multiplex-Kinos an den Stadträndern und in der Provinz neu gebaut.

## Technik

### Projektion

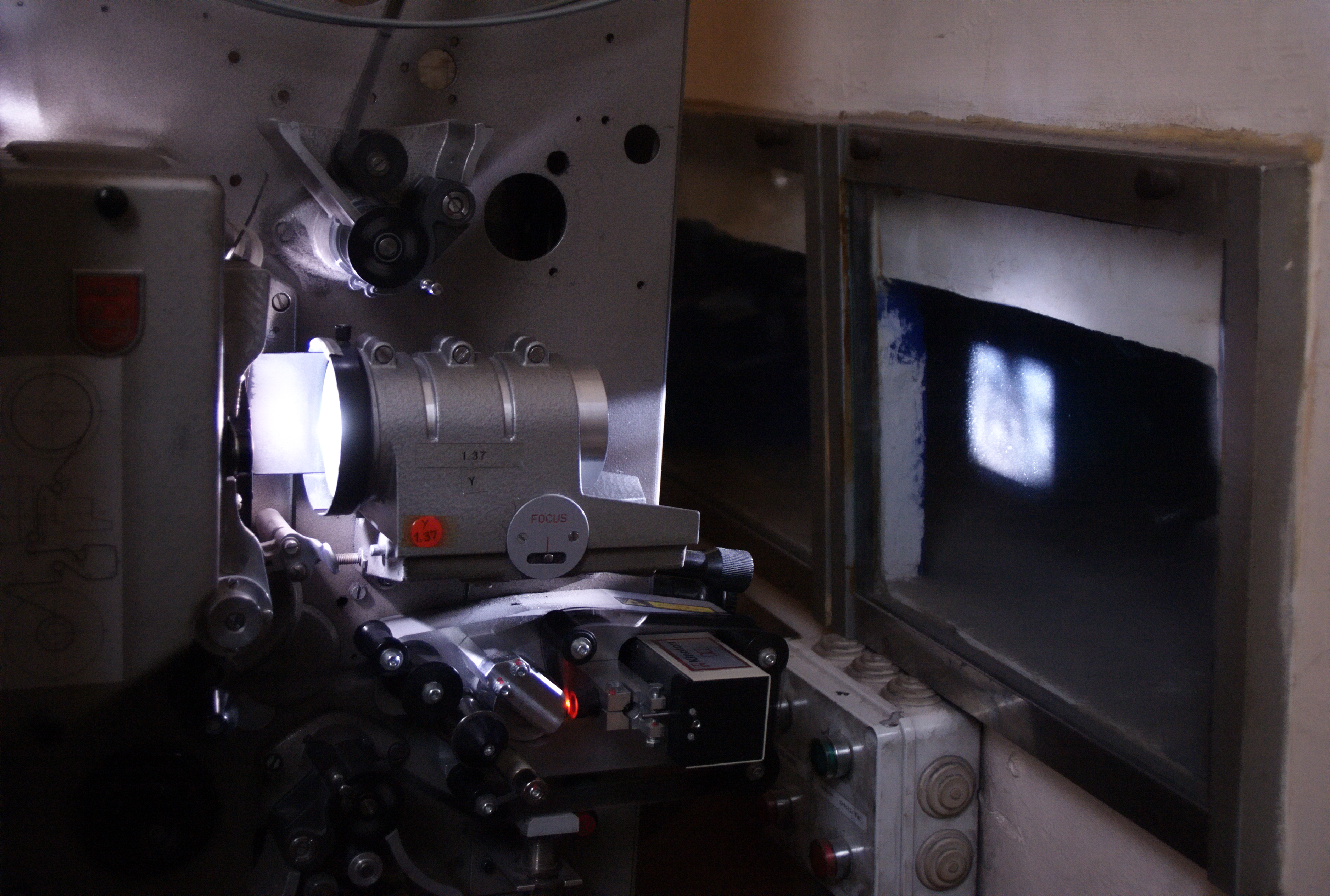
Kinoprojektor für 35-mm-Film

Im Kino projiziert man mit Projektoren bzw. Filmprojektoren Lichtbilder oder Filme auf eine Bildwand. Eine solche Filmprojektion (Projektion von Folgen sich verändernder Bilder) wird auch als Laufbildprojektion bezeichnet. Bis zur Einführung des Tonfilms 1929 gab es keine Norm für Aufnahme- und Wiedergabegeschwindigkeiten von Filmen. Je nach vorhandenen Lichtverhältnissen und der Art der Aufnahme (Handkurbel oder automatisch) sowie nach Belieben des Kameramanns oder Regisseurs (um z. B. hektische Szenen zu betonen) variierte die Aufnahmegeschwindigkeit und dementsprechend variiert auch bei der gleichmäßig schnellen Wiedergabe die Schnelligkeit der Bewegungen. Die Filmvorführer in den Kinos spielten in der Regel mit einer Geschwindigkeit zwischen 15 und 18 Bildern pro Sekunde ab. Bis Ende der 1920er Jahre stieg diese Geschwindigkeit durchschnittlich auf über 24 Bilder pro Sekunde an, was dann mit Einführung des Tonfilms, wo die Geschwindigkeit aufgrund der Tonspur gleich bleiben muss, als Norm festgelegt wurde.

### Tonwiedergabe
Der Ton wird mit unterschiedlich komplexen Verfahren wiedergegeben und befindet sich als Licht- (Dolby, SDDS) oder Magnettonspur auf dem Film oder wird von separaten Datenträgern abgespielt, die dann mit dem Film synchronisiert werden (DTS). Magnetton spielt im kommerziellen Kino heute eine untergeordnete Rolle. COMMAG-Ton ist fast verschwunden, doch die SEPMAG-Vorführung existiert zum Beispiel noch bei IMAX. Beim System der kanadischen IMAX Corporation setzt man heute noch – als Backup für den unkomprimierten, von Festplatte oder DVD-ROM stammenden Sechskanaldigitalton – 35-mm-Magnetfilm ein, der synchron zur 70-mm-Kopie läuft.
Ein neu entwickeltes Klangsystem des Fraunhofer-Institut für Digitale Medientechnologie mit dem Namen IOSONO, das Raumklänge auf Basis der Klangfeldsynthese erzeugt, wurde eine Zeitlang im Kino von Ilmenau getestet. Das Projekt wurde aber nach der Probephase wieder eingestellt.
Neue Entwicklungen ersetzen den Film durch andere Datenträger (DVD, Festplatte, Satellitenübertragung).

### Digitalisierung

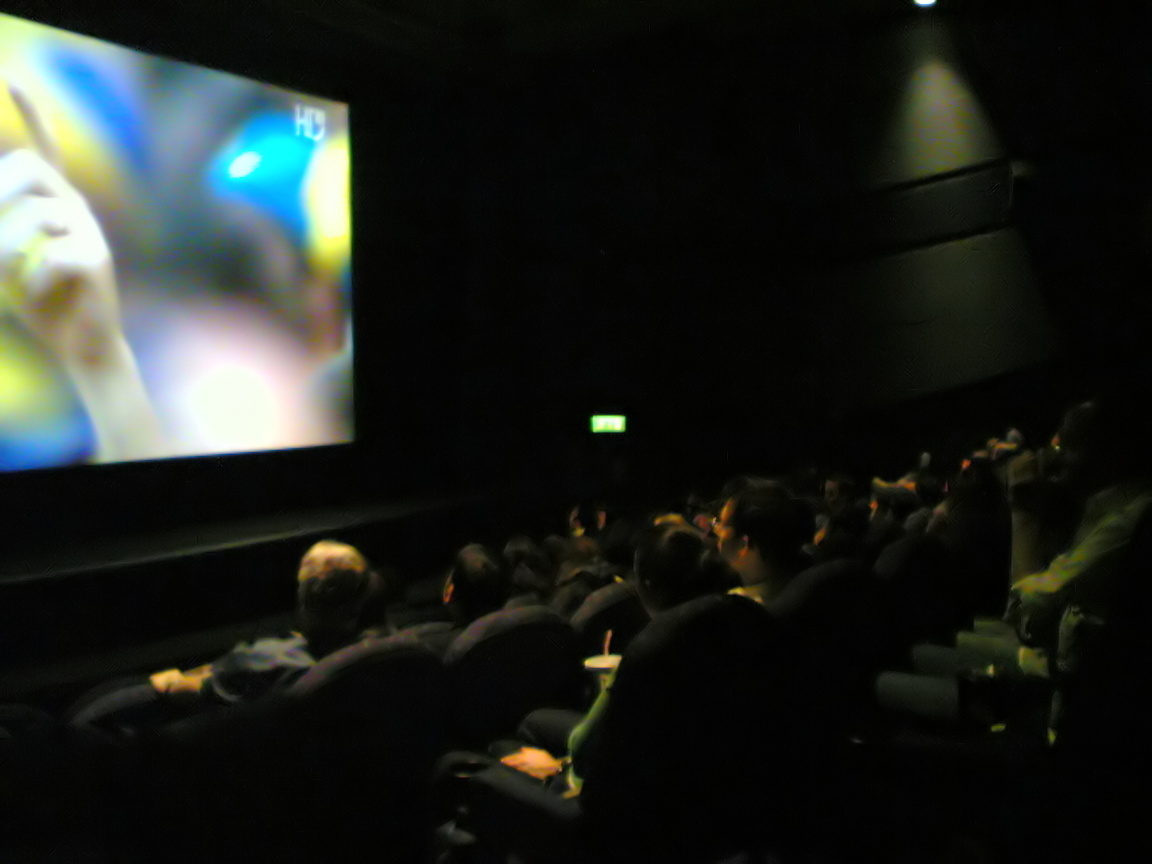
Fußballfans schauen Englandspiel in HDTV im Kino. Zu sehen ist „HD1“.

Digitales Kino verbreitet sich derzeit weltweit mit Tausenden Leinwänden pro Jahr, auch bedingt durch die inzwischen weiter verbreitete Nutzung der digitalen Kinokameras. Inzwischen sind nahezu alle neu verkauften Kinoausstattungen digital, und zehntausende Kinos weltweit wechseln ihre alten mechanischen Projektoren gegen moderne Digital-Projektoren aus. Vorreiter der Umstellung sind die großen Kinoketten. Mit europäischer Förderung wurde jedoch am 12. November 2004 cinemaNet Europe gestartet. Zielgruppe sind Programmkinos, die bei der Anschaffung der Technik unterstützt werden und kleine Produktionen
In den USA ist die Mehrheit der Kinos digital. Andere Länder, beispielsweise in Skandinavien, rüsten komplett um und werden keine filmbasierte Projektion außerhalb von Museen und spezialisierten Kinos bieten.
Zunehmend werden hierdurch auch Live-Übertragungen im Kino angeboten, so beispielsweise von Konzerten, Opern oder Sport. So wurde am 27. Juni 2007 ein Konzert von Genesis in der LTU-Arena in Düsseldorf live in Kinos in Großbritannien, Schweden und Spanien sowie am 19. Dezember 2010 das Abschlusskonzert von Simply Red aus der O2 Arena in London in Großbritannien übertragen.
Weltweit hat sich als Norm für Kinoprojektion DCI durchgesetzt und hat beim Verkauf von Kinoprojektoren als Norm inzwischen weltweit deutlich über 90 % Marktanteil. Zur Vorführung im Kino werden Filme mehrheitlich in Form von Digital Cinema Packages (DCP) angeliefert.

### 3D-Technik
Durch die bessere stereoskopische Bildgüte von DCI-Projektoren gegenüber Filmprojektoren erleben 3D-Filme seit 2008 einen weltweiten Durchbruch. Der kommerziell erfolgreichste Film der Kinogeschichte, Avatar, wurde 2009 größtenteils schon per 3D-DCI Projektion besucht. Die Kosten für die Modernisierung der Kinos von Film zu digitaler Projektion, welche sich 2010 in etwa von 35.000 bis 100.000 Euro beliefen, werden bei 3D Filmaufführungen typischerweise von den Kinobetreibern via höherer Eintrittspreise weitergegeben.

### Effektkino
Kinos, die neben Bild und Ton, also Video- und Hör-Eindruck zu bieten, auch weitere Sinne ansprechen, werden als Effektkinos bezeichnet. Der Begriff 4DX spielt auf die Erweiterung gegenüber 3D an und enthält „X“ als lautliches Kürzel für englisch (special) effects. Die Technik stammt von dem südkoreanischen Unternehmen CJ 4DPLEX, Teil der CJ Group, zu welcher auch die Kinokette CJ CGV gehört. 2009 wurde die Technik in einigen südkoreanischen Kinos eingeführt.
Am 2. August 2017 wurde in Wien Österreichs erstes Kino mit 4DX-Ausrüstung eröffnet. Jeder einzelne Sessel kann gekippt und gerüttelt werden, Sprühnebel kann die Atmosphäre eines Wasserfalls nachbilden. Mit Stand August 2017 gibt es weltweit 370 4DX-Kinos.
In Wien gibt es 2017 weiters ein 5D-Kino im Prater. In diesem werden eher spezielle, kürzere Filme, mit komprimiertem Vorkommen von Spezialeffekten, etwa auch Fahrtwind, gezeigt.

## Kinotypen
Große Kinos spielen meist nur ein sehr beschränktes Repertoire an aktuellen erfolgreichen Filmen. Dagegen setzt das so genannte Programmkino auf ein vielseitig zusammengesetztes Spektrum auch aus älteren und unbekannteren Filmen. In vielen deutschen Städten gibt es auch ein Kommunales Kino.
- Aktualitätenkino (AKI), auch Aktualitätenlichtspiele (ALI) oder Bahnhofslichtspiele (BALI) – Kinos meist in Bahnhöfen oder Bahnhofnähe, die in ständiger Wiederholung eine 50 Minuten lange Zusammenstellung aus Beiträgen der vier deutschen Wochenschauen, ein bis zwei Kulturfilmen und einem Zeichentrickfilm zeigten (1929 bis etwa 1968).
- Autokino – Freiluftkino mit großem Parkplatz. Das Publikum bleibt in seinen Fahrzeugen. Die Tonübertragung erfolgt etwa mittels ins Autofenster einhängbaren Lautsprechern, Kopfhörern oder einer speziellen Radiofrequenz.
- Daumenkino – ein Stapel von Einzelbildern, der mit dem Daumen durchgeblättert wird (ohne Projektor/Leinwand).
- Freiluftkino – Leinwand und Sitzplätze werden im Freien aufgebaut.
- Geruchskino – Die Wahrnehmung der Filmhandlungen wird durch Geruchsstoffe verstärkt, die ins Kino eingeströmt werden.
- Heimkino – Kino, das aus mehreren Hi-Fi- und Video-Komponenten im eigenen Wohnraum selbst aufgebaut wird.
- IMAX – Kinosystem mit großer Leinwand und Projektion mit 70-mm-Film-Format
- Kommunales Kino – nichtkommerzielles, durch Kommune finanziertes Kino
- Ladenkino, etwa in ehemaligen Gaststätten untergebracht, mit einfachen Stühlen ausgestattet, entstand in der frühen Geschichte der Kinos, als es noch keine bestimmte Kino-Architektur gab, und geeignet erscheinende Räume auf einfache Weise zu Kinos umgestaltet wurden. Professionellere Kinos hingegen orientierten sich, sowohl was Systematik als auch Innenarchitektur betraf, an Theatern.
- Multiplex-Kino – Kinocenter mit vielen Sälen
- Motion-Ride Kino – Kino, in dem sich die Sitze synchron zum Film bewegen (z. B. das ehemalige MAD-Kino im Cinecittà Nürnberg oder das Showscan-Kino im Filmpark Babelsberg)
- Programmkino – wählt Filme selbst aus, unabhängig von Blockbuster-Produktionen und Filmverleihern
- Raucherkino – Kino, in dem während der Vorführung geraucht werden darf.
- Reprisenkino – Kino, in welchem (häufig als Quartierkino) vor der Verbreitung von Video und DVD Filme zur Zweitauswertung vorgeführt wurden. Das geschah nicht selten als Double Feature.
- Saalkino – Filme wurden in angemieteten Sälen vorgeführt, z. B. Mehrzwecksäle von Gemeinden, Tanzsälen/-lokalen und Theatern. Diese wurden auf einen bestimmten Zeitraum hinweg an den Saalspieler verpachtet, meistens nahmen Saalbesitzer Saalspieler unter Vertrag, d. h. letztere erhielten lediglich ein Fixgehalt.
- Schachtelkino – Kino mit mehreren, zum Teil sehr kleinen Sälen.
- Sexkino – Kino, welches überwiegend oder ausschließlich Filme pornografischen Inhalts zeigt.
- Soldatenkino – Kino für Militärangehörige, etwa für Wehrmachtssoldaten im besetzten Frankreich während des Zweiten Weltkriegs.
- Verzehrkino – ein Filmtheater, in dem Speisen und Getränke bestellt werden können.
- Wanderkino – gab es bereits vor den ersten festen Kinos. Sie zogen durch die Lande, bauten große Zelte auf und präsentierten mitgebrachte Filme auch in Provinzstädten und ländlichen Regionen.
- Grindhouse nannte man in den USA ein kleines, oft relativ schäbiges Einsaalkino, das B-Movies und Exploitationfilme, vor allem Erwachsenenfilme, zeigte. Bekannt wurden Grindhouses in den 1960ern und 1970ern durch billige Kung-Fu-, Horror-, Softsex- und Blaxploitationfilme.
- Non-Stop- oder Ohne-Pause-Kinos gab es noch bis um 1980 etwa in Graz (Nonstop-Kino, im Gebäude des Hauptbahnhofs) und Linz (OP-Kino, Landstraße/Schillerplatz). Innerhalb bestimmter Stunden des Tages, mitunter auch schon vormittags, wurde eine Abfolge aus Wochenschau und typisch zumindest zwei kürzeren Filmen meist ohne wesentliche Pause gespielt. Der Eintritt berechtigte innerhalb der Vorführzeit jederzeit den Kinosaal zu betreten, beliebig lang darin zu bleiben, sich Filme also auch mehrfach anzusehen. Diente auch dazu, Wartezeiten, etwa auf Züge, mit kurzweiliger Berieselung zu überbrücken.

## Kinoarchitektur

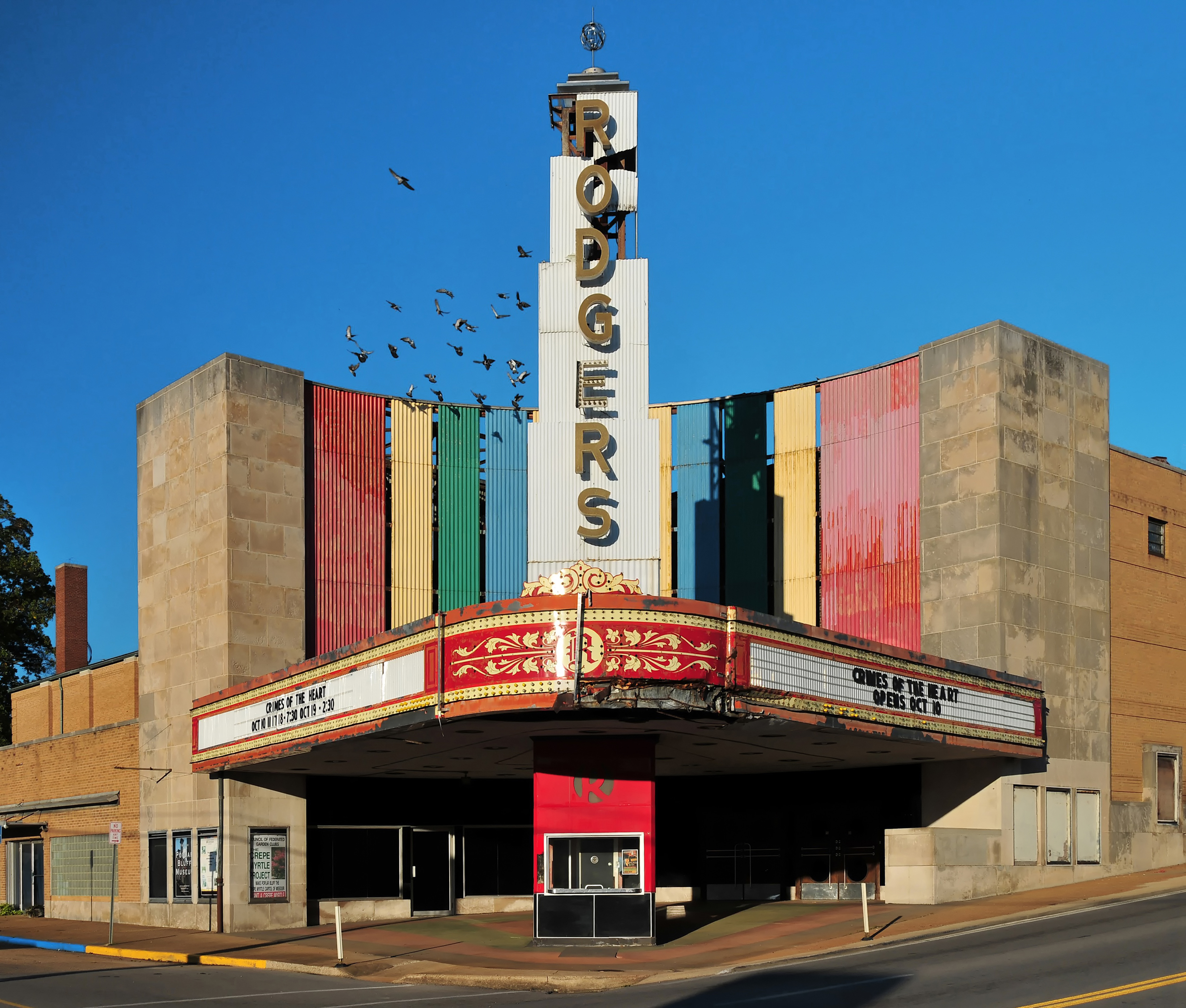
Rodgers Theatre in Poplar Bluff in Missouri, Vereinigten Staaten von Amerika (erbaut 1949 in Art déco Architektur)

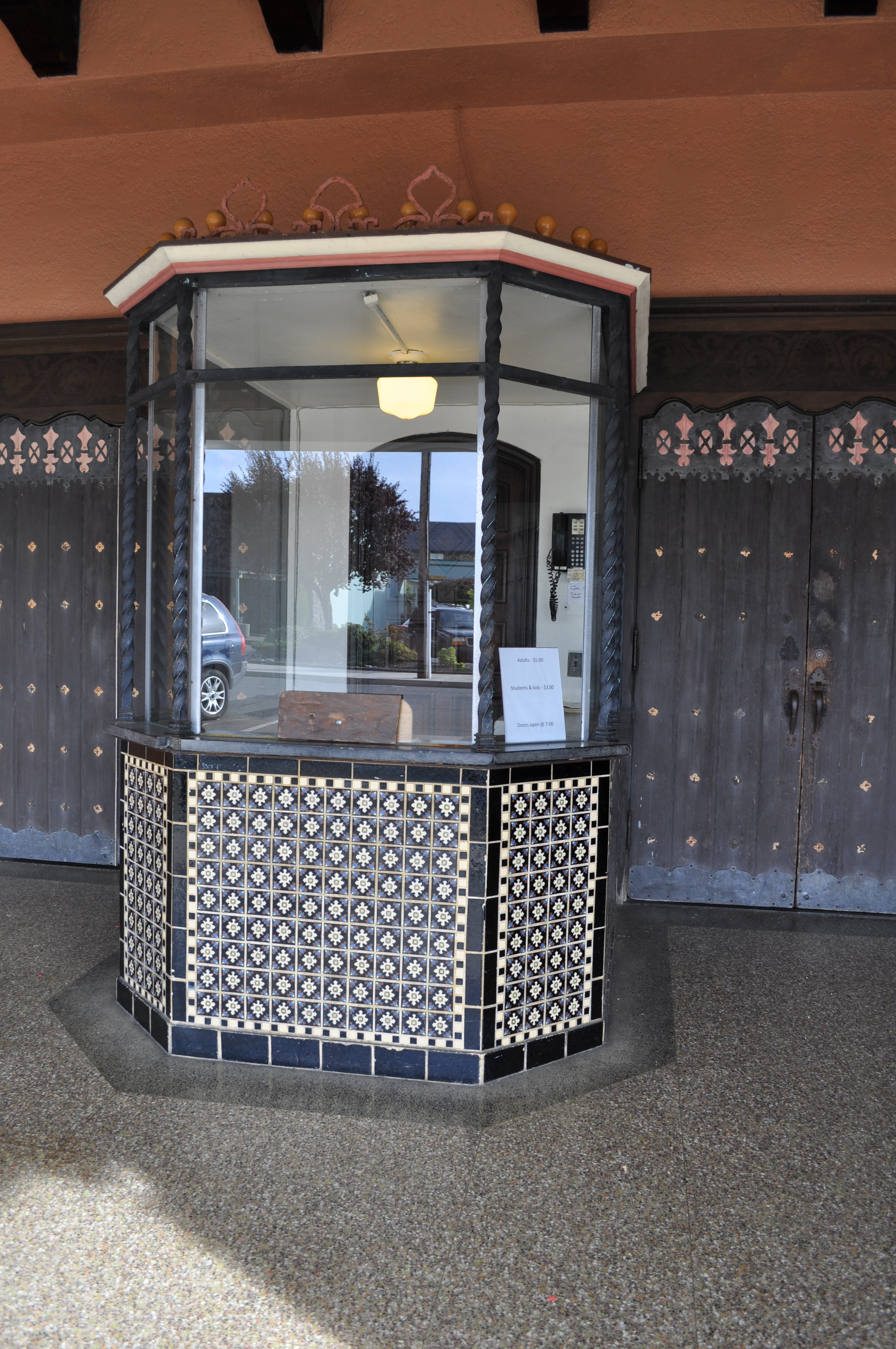
Kassenhäuschen des 1928 erbauten 7th Street Theatre

Die Architektur von Kinogebäuden ähnelt meist der von Theatern mit Bühne, Zuschauerraum, Foyer, Kassenraum und Technikraum.

### Zuschauerraum
Die Sitzplatzkategorien des Zuschauerraums sind Parkett (siehe auch Sperrsitz oder Rasiersitz) und Loge. Seitlich liegende Logen können gegenüber dem nach vorne meist abfallenden Parkett etwas erhöht und sogar mehrstöckig übereinander liegen. Manche Kinos, insbesondere solche, die daneben auch als Theatersaal dienten, hatten als Ränge auch höher als das Parkett liegenden Balkon (hinten) und/oder Galerie (seitlich). Sitzplätze, vor denen nicht ein weiterer in oft beengter Anordnung folgt, sondern ein Quergang verläuft, werden, insbesondere in Österreich, als fußfrei bezeichnet, von diesen kann man seine Beine frei nach vorne ausstrecken.
Der Innenarchitekt Martin Bauer stellte die Komponenten zusammen, aus deren Eigenschaften und Wirkungsgraden sich die jeweilige Kinosaalbehaglichkeit ergibt: das Raumvolumen, günstige Sichtbedingungen, richtiges Bodensteigungsverhältnis, bequeme körpergerechte Sitze, klare Wegführung, richtig dimensionierte Leinwand, blendfreie Allgemeinbeleuchtung, zugfreie Belüftung, geregelte Temperatur, Fremdgeräuschabschirmung, haptisch angenehme Materialien im unmittelbaren Tast- und Greifbereich.

### USA
Die ersten Kinogebäude waren sogenannte Nickelodeons, in denen Stummfilme gezeigt wurden, die von einem Musiker begleitet wurden. Ein typisches Instrument zu Beginn des 20. Jahrhunderts war die Kinoorgel, auf der auch Geräusche wie z. B. Telefonklingeln, Donnergrollen oder Huftrappeln imitiert werden konnten. Die Gebäude differenzierten sich aus und es entstanden im oberen Segment die sogenannten Filmpaläste. Die Baukosten des 1914 am Times Square von Thomas White Lamb gebauten Mark Strand Theatre betrugen bereits eine Million US-Dollar. Gezeigt wurden Bühnenshows und Filme. In den 1920er Jahren sollten einige Kinogebäude die Illusion erzeugen, man könne den Sternenhimmel sehen. Das Fox Theatre in Atlanta beispielsweise war als Nachbildung eines arabischen offenen Hofes, inklusive Sternenhimmel und projizierbaren Wolken gestaltet. In den 1930er Jahren entstanden Kinogebäuden im Stil des Art déco.
Mit der Verbreitung des Fernsehens in den 1950er Jahren verloren diese aufwendig gestalteten Kinogebäude an Bedeutung und als günstige Alternative entstanden Autokinos („Drive-in“), bei denen die Bilder entweder auf eine weiße Wand oder eine auf eine Stahlkonstruktion gespannte Leinwand projiziert wurden. Große derartige Kinos hatten Platz für 2000 bis 3000 Autos, zusätzlich gab es auf dem Gelände noch Schnellrestaurants, oder die Speisen wurden ans Auto gebracht.
Multiplex-Kinos folgten ab Mitte der 1960er Jahre. Sie waren häufig in einem Einkaufszentrum angesiedelt und bestanden nicht selten aus zwischen zehn und zwanzig Zuschauerräumen, wo Blockbuster-Filme gezeigt wurden.

## Bekannte Kinos
Deutschland

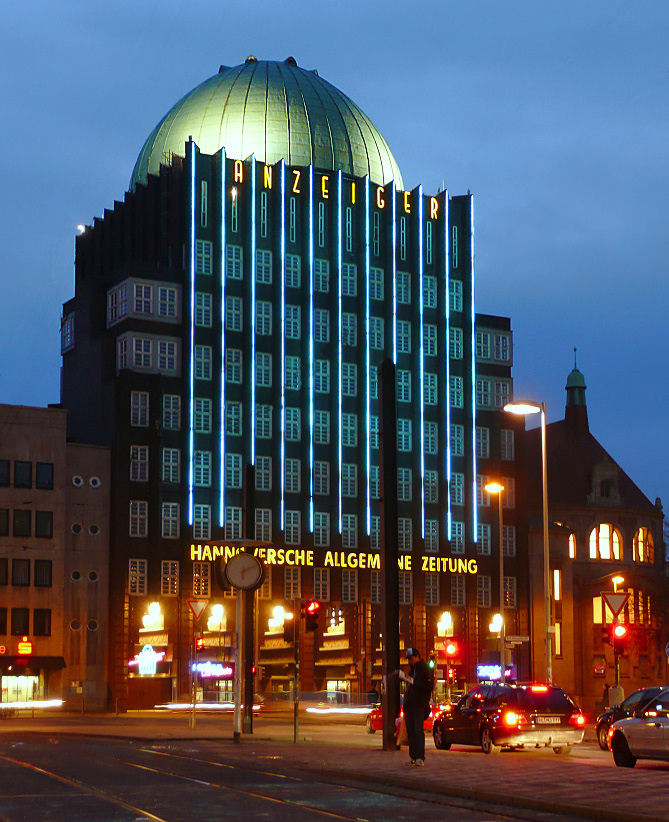
Das höchste Kino in Deutschland: Die Hochhaus-Lichtspiele befinden sich im 10. Stock unter der Kuppel des Anzeiger-Hochhauses in Hannover.

- Abaton, Hamburg, eines der ersten Programmkinos
- Apollo, Hannover, gegründet 1908, Programmkino, Stadtteilkino
- Babylon, Berlin, von Hans Poelzig 1928/29 erbaut
- Burg Theater, Burg (bei Magdeburg), ältester Kinozweckbau Deutschlands
- Cinecittà, Nürnberg, eines der größten Kinozentren Europas mit 4984 Plätzen in 21 Sälen
- Cinedom Köln, insgesamt 3.748 Sitzplätze
- Cinema im Ostertor, Bremen, das erste Programmkino in Deutschland, gegründet 1969
- Cinemaxx, Essen, mit 5370 Plätzen in 16 Sälen das größte Multiplex-Kino Deutschlands
- Filmtheater Weltspiegel, Cottbus, zweitältester Kinozweckbau Deutschlands
- Gabriel Filmtheater, München, eines der ältesten Kinos der Welt, durchgehend bespielt von 1907 bis 2019
- Hochhaus-Lichtspiele, Hannover, Deutschlands höchstes Kino
- Kino International, Berlin, Vorzeige-Kino der DDR
- Lichtburg, Essen, mit 1250 Plätzen größter Kinosaal Deutschlands
- Rundkino, Dresden, eröffnet 1972, 500 Plätze
- Scala Filmtheater, Hof (Saale), nahezu vollständig erhalten aus den 1920er Jahren, Spielstätte der Internationalen Hofer Filmtage, 785 Plätze
- Traumpalast, Leonberg, weltweit größte IMAX-Leinwand
- Ufa-Filmtheater Universum (heute Schaubühne am Lehniner Platz), Berlin, von Erich Mendelsohn 1927/28 erbaut
- UT Connewitz, Leipzig, ältestes weitgehend im Originalzustand erhaltenes Kino Deutschlands
- Weltspiegel Lichtspiele, Mettmann, seit der Eröffnung am 2. August 1907 bis heute in Betrieb[7]
- Zoo Palast, Berlin, lange Hauptspielstätte der Berlinale

Österreich
- Apollo Kino, Wien
- Breitenseer Lichtspiele, Wien, eines der ältesten Kinos der Welt, 1905 als Zeltkino gegründet, seit 1909 im heute noch bespielten Haus
- Gartenbaukino, Wien
- Mozartkino, Salzburg
- Schikaneder Kino, Wien

Schweiz
- Pathé, Dietlikon, größte Leinwand der Schweiz

Übriges Europa:
- Cineplexx, Bozen (Italien), erstes voll digitalisiertes Kino in Italien und erstes Multiplexkino in Südtirol
- Eden Théâtre, La Ciotat (Frankreich), eines der ältesten Kinos der Welt, eröffnet 1889
- Idéal Cinéma – Jacques Tati, Aniche (Frankreich), eines der ältesten Kinos der Welt, die erste Kinovorstellung war am 23. November 1905
- Kino Pionier 1909, Stettin (Polen), eines der ältesten Kinos der Welt, durchgehend bespielt seit mindestens 1909
- Korsør Biograf Teater, Korsør (Dänemark), eines der ältesten Kinos der Welt, durchgehend bespielt seit 1907
- Skandia-Theater, Stockholm (Schweden), eröffnet 1923 und entworfen von Gunnar Asplund
- Tuschinski-Theater, Amsterdam (Niederlande)

USA
- Grauman’s Chinese Theatre, Los Angeles
- Roxy Theatre, New York, 1927 als größtes Kino der Welt für 6200 Besucher errichtet
- Samuel Goldwyn Theater, Beverly Hills

## Kinobesuche
| Land                   | Kinobesucher (in Millionen) | Jahr |
| ---------------------- | --------------------------- | ---- |
| Indien                 | 1.981                       | 2017 |
| Volksrepublik China    | 1.620                       | 2017 |
| Vereinigte Staaten     | 1.240                       | 2017 |
| Mexiko                 | 338                         | 2017 |
| Südkorea               | 220                         | 2017 |
| Russland               | 213                         | 2017 |
| Frankreich             | 206                         | 2017 |
| Brasilien              | 181                         | 2017 |
| Japan                  | 174                         | 2017 |
| Vereinigtes Königreich | 171                         | 2017 |
| Deutschland            | 119                         | 2017 |

In den 1990er-Jahren haben sich in den meisten europäischen Ländern die Besucherzahlen stabilisiert, bzw. wieder leicht zu steigen begonnen. In manchen Fällen fiel der Anstieg besonders stark aus, etwa in Italien, wo es 1999 103,5 Millionen Kinobesuche gab, deren Anzahl bis 2004 jedoch auf 115 Millionen anstieg. Auch in Polen stieg die Anzahl im selben Zeitraum von 26,6 auf 33,4 Millionen. In Frankreich stiegen innerhalb dieser fünf Jahre die Besucherzahlen von 153,6 auf gar 194,8 Millionen an, in Großbritannien von 139,1 auf 171,3 Millionen.
In Deutschland stiegen die Besucherzahlen bis 2004 auf rund 157 Millionen an, sanken aber 2005 um 19 % auf 127,3 Millionen. Zugleich sank der Umsatz auf 745 Millionen Euro, 2004 waren es noch 893 Millionen Euro. Ergebnisse der Studie Typologie der Wünsche aus dem Jahre 2006 zeigen, dass nur 29 % der Deutschen mindestens einmal pro Monat ins Kino gehen.
Ähnlich verhielt es sich in Österreich, wo die Besucherzahlen zwischen 1999 und 2004 von 15 auf 19,4 Millionen stiegen, im Jahr 2005 aber auf 15,7 Millionen zurückgingen.
Im Jahre 2006 hatten deutsche Filme im eigenen Land einen Marktanteil von 25,8 %.
In den damals 25 Mitgliedstaaten der Europäischen Union wurden 2004 rund 1 Milliarde Kinokarten verkauft, was einen Anstieg von 55 Millionen im Vergleich zum Vorjahr ausmachte.
Nationale Produktionen machen in den Mitgliedsstaaten 1,7 % (Belgien) bis 38,4 % (Frankreich) aller Besuche aus.
Im Jahr 2012 lagen die Besucherzahlen in deutschen Kinos bei 135,1 Millionen. Der Durchschnittspreis betrug 7,65 Euro je Kinoeintrittskarte. Der Umsatz belief sich auf 1.033 Millionen Euro im Jahr 2012.

## Besteuerung
Kinos werden allgemein als Kultureinrichtungen angesehen und erhalten deshalb in Deutschland und anderen europäischen Ländern eine Vergünstigung bei der Mehrwertsteuer, indem die Kinobetreiber nur einen ermäßigten Steuersatz zu zahlen haben (§ 12 Absatz 2 Nr. 7b Umsatzsteuergesetz, der auch Filme begünstigt, die mit „Nicht freigegeben unter 18 Jahren“ bzw. „keine Jugendfreigabe“ gekennzeichnet sind). Dieser beträgt zum Beispiel in Deutschland gegenwärtig 7 Prozent, während der volle Mehrwertsteuersatz bei 19 Prozent liegt.
In vielen Gemeinden unterliegen Kinos außerdem der Vergnügungsteuer.